# 関善賑わい屋敷

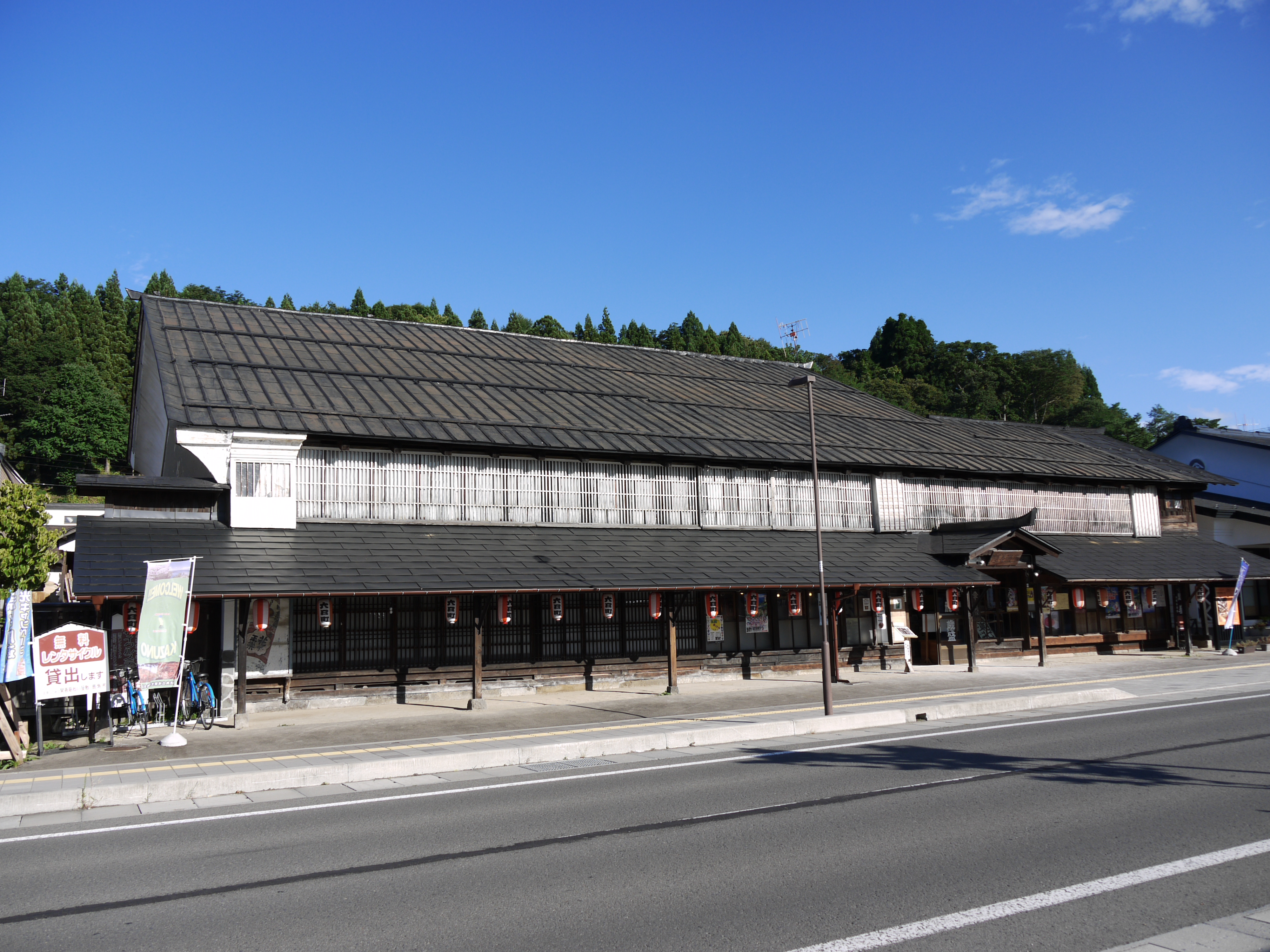
旧関善酒店（関善賑わい屋敷）（2012年9月）

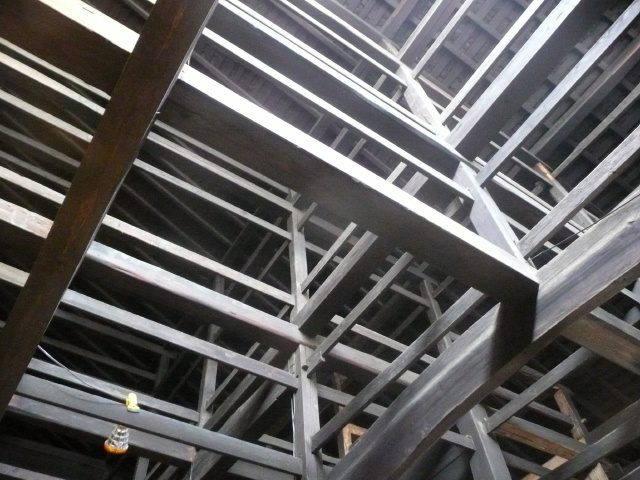
旧関善酒店の桁組架構

関善賑わい屋敷（せきぜんにぎわいやしき）は、日本の特定非営利活動法人。
本項では当法人が保存活用する、秋田県鹿角市花輪にある国の登録有形文化財の建造物「旧関善酒店主屋」（きゅうせきぜんしゅてんおもや）とかつて存在した「関善酒店」についても記述する。

## 概要
かつての造り酒屋「旧関善酒店」の建造物（主屋、登録有形文化財）を購入し、保存および活用に関わる活動を行っている。

## 旧関善酒店
関善酒店は1856年（安政2年）創業の造り酒屋であったが、1983年（昭和58年）に廃業となり、およそ130年の歴史に幕を閉じている。同酒店は花輪地域有数の財産家「大っき方」であった。
現存の旧関善酒店主屋は六日町などを含む「花輪大火」によって類焼したため、1905年（明治38年）に建築されたものである。木造一部3階建て、間口（県道側）27m、奥行き20m、3層からなる桁組みで、吹き抜きの大屋根は10.5mに達する。
秋田県道66号十二所花輪大湯線（花輪商店街通り）の拡張などの事情から曳家による保存が計られることとなり、2004年（平成16年）4月から曳家工事が始まり同年8月に完了、さらに2006年（平成18年）8月3日には国の登録有形文化財として登録されている。なお、旧関善酒店主屋の斜め向かいに位置する小田島家住宅（旧酒店）も曳家により保存されたものである。

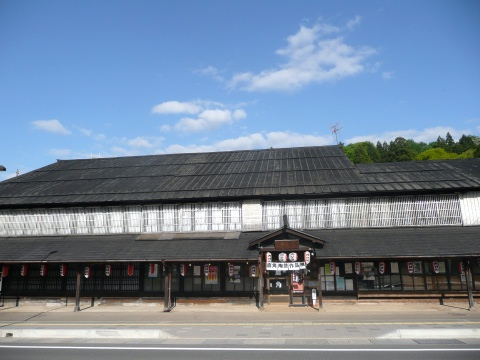
正面
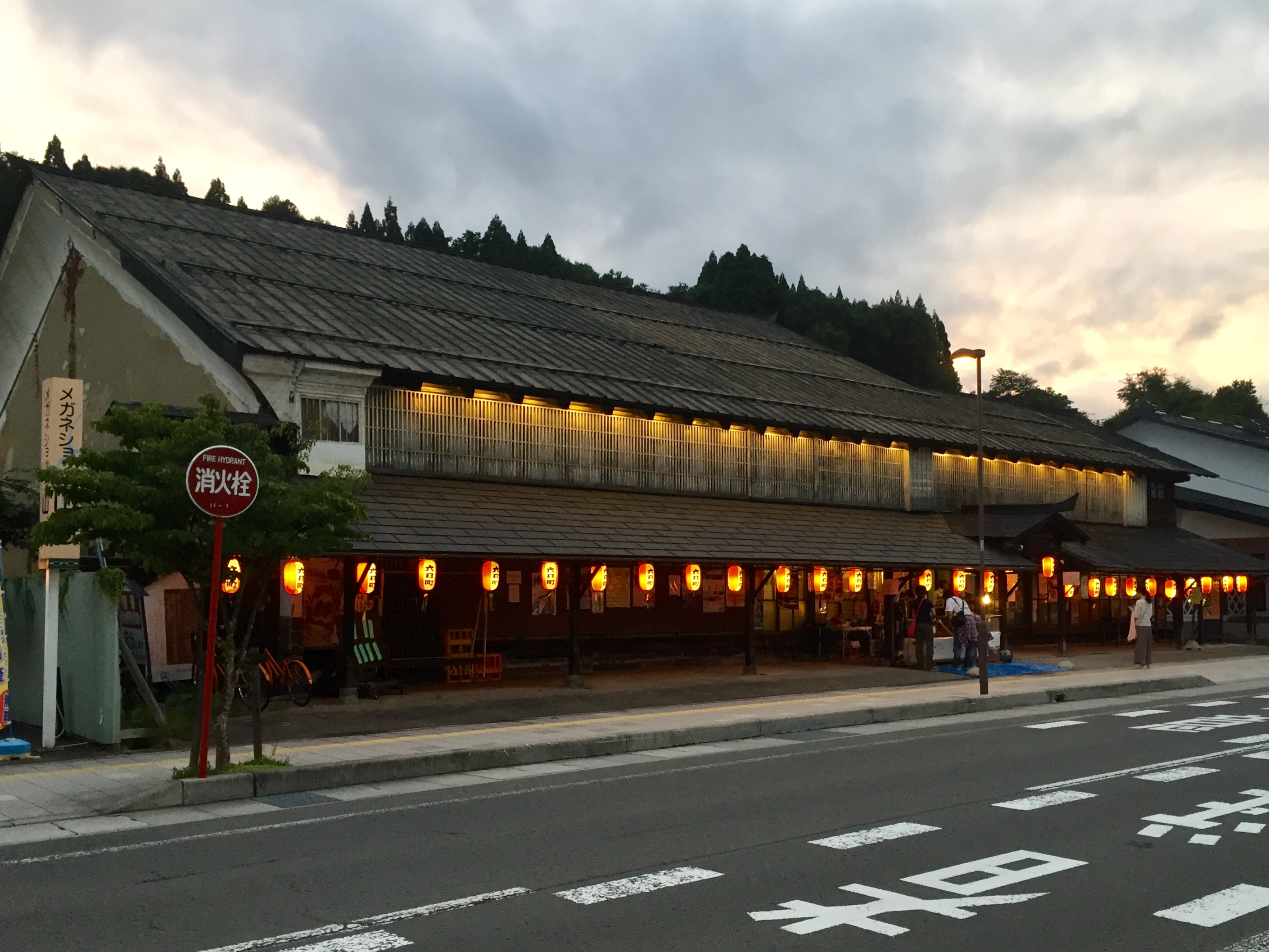
夕暮れ時の様子
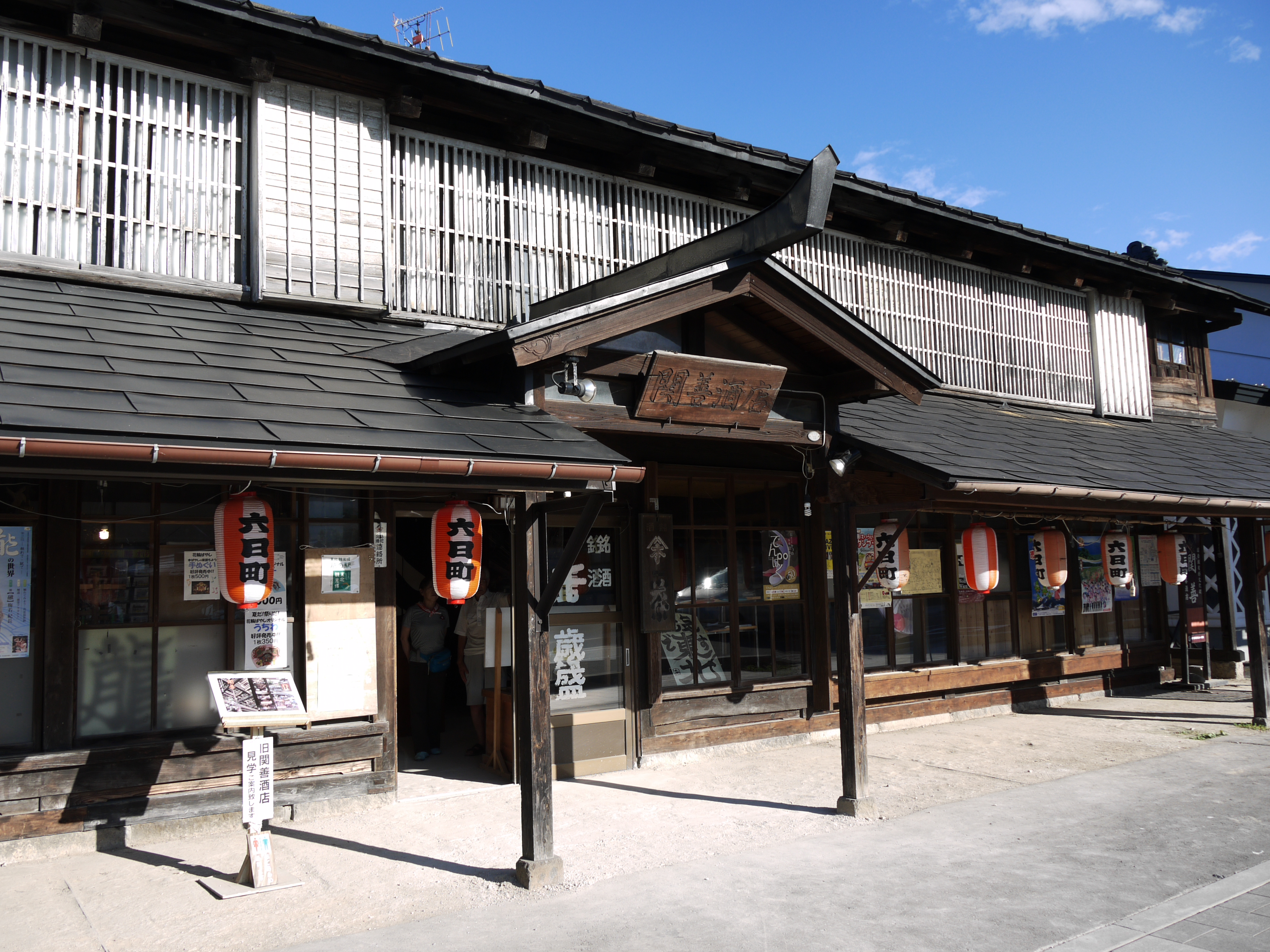
玄関（2012年9月）
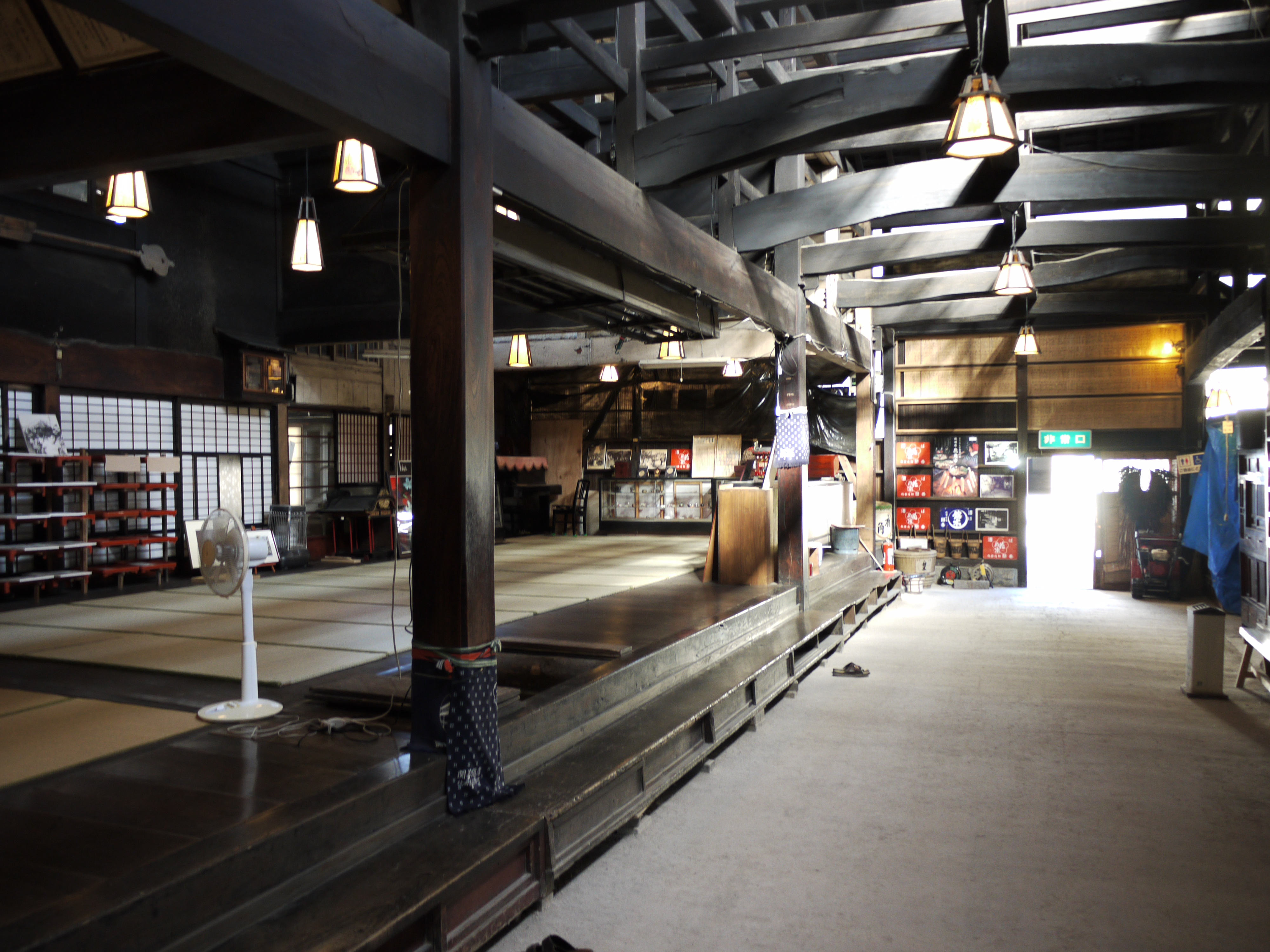
屋敷内の様子 内部も公開されている（2012年9月）
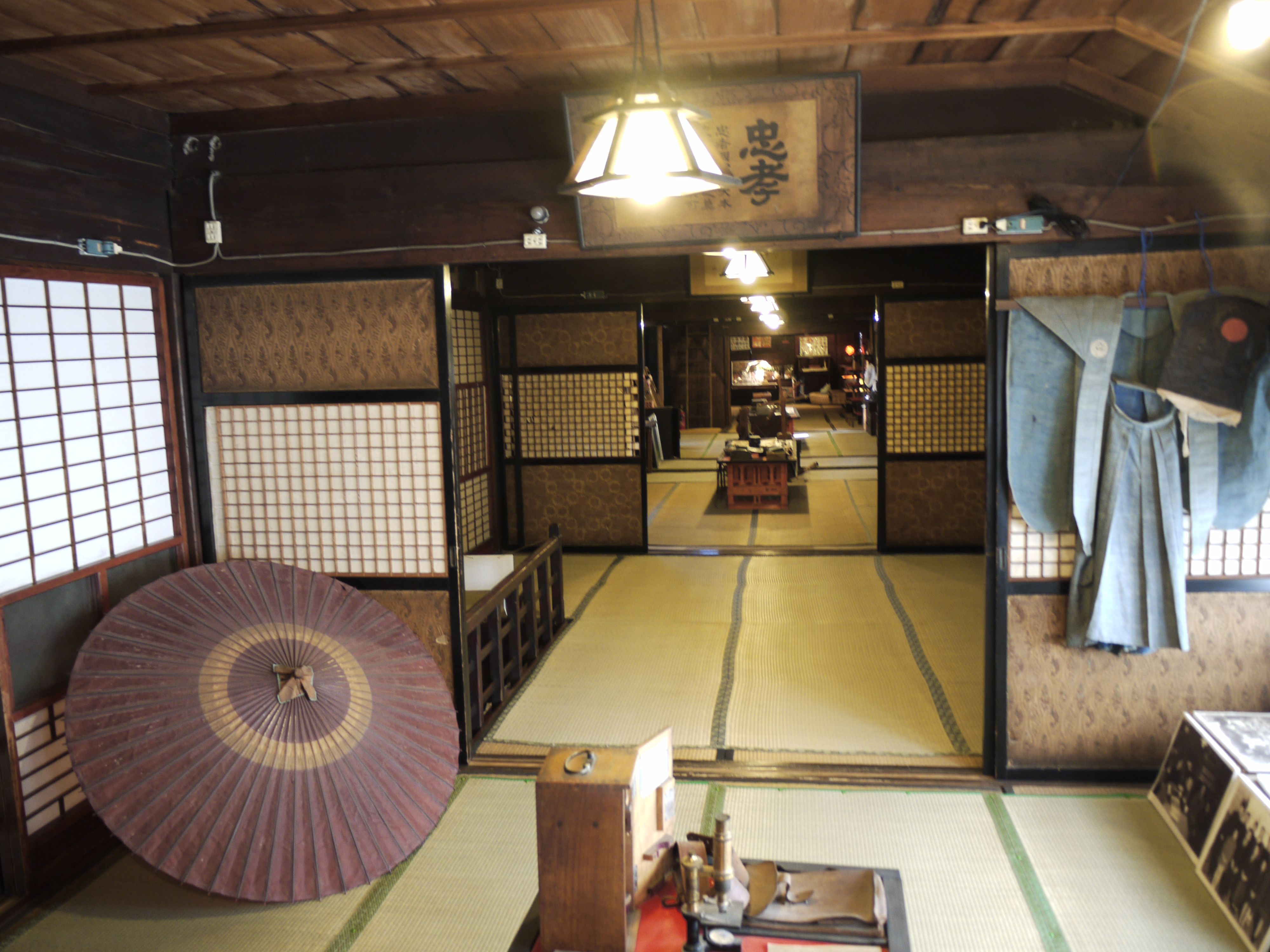
屋敷内の様子 内部も公開されている（2012年9月）

## 登録有形文化財の詳細
登録有形文化財「旧関善酒店主屋」一棟
1. 登録年月日 - 2006年（平成18年）8月3日
2. 所在地 - 秋田県鹿角市花輪字上花輪85
3. 所有者 - 特定非営利活動法人 関善賑わい屋敷
4. 構造・形式等 - 木造平屋一部2階建、鉄板葺、建築面積590平方メートル
5. 建築の年代 - 1905年（明治38年）
6. 登録基準 - 二（造形の規範となっているもの）
7. 特徴・評価 - 県道（秋田県）に西面して建つ。桁行14間、梁間11間の規模で、木造平屋一部2階、切妻造、鉄板葺、平入とし、正面にこみせを設ける。北側を床上部とし、表側に土間をとり、通り土間を通す。通り土間上部の架構は見事で、全体に技術、規模、意匠共に秀でる。